# Window
Window je EP slovenske punk skupine Elvis Jackson, ki so jo izdali v samozaložbi EJ Records aprila 2014. Posnetka pesmi »Morning« in »This Time« sta nastala na koncertu v ljubljanski Cvetličarni leta 2009. Pesem »Losing My Religion« je bila posneta za Projekt R.E.M.

## Seznam pesmi
Vse pesmi je napisala skupina Elvis Jackson, razen, kjer je posebej navedeno.
1. »Window« – 3:00
2. »I Believe In...« – 3:39
3. »Fear Off« (akustična verzija) – 3:09
4. »Losing My Religion« (Bill Berry, Peter Buck, Mike Mills, Michael Stipe) – 3:32
5. »Morning« (v živo) – 4:17
6. »This Time« (v živo) – 4:15
7. »Window JAMirko remix« – 3:51

## Zasedba

### Elvis Jackson
- David Kovšca – Buda — vokal
- Boštjan Beltram – Berto — kitara
- Erik Makuc – Slavc — bas kitara
- Marko Soršak – Soki — bobni

### Ostali
- Antonio Zamora Caceras – Bongo — perkusija (6)
- Ivo Špacapan — kitara, vokal (6)
- Samo Dervišič — violončelo (6)